# Epeus bicuspidatus
Epeus bicuspidatus là một loài nhện trong họ Salticidae.
Loài này thuộc chi Epeus. Epeus bicuspidatus được Da-xiang Song, Gu & Jun Chen miêu tả năm 1988.